# Шейді-Коув (Орегон)
Шейді-Коув (англ. Shady Cove) — місто (англ. city) в США, в окрузі Джексон штату Орегон. Населення — 3081 особа (2020).

## Географія
Шейді-Коув розташоване за координатами 42°36′19″ пн. ш. 122°49′10″ зх. д. / 42.60528° пн. ш. 122.81944° зх. д. (42.605321, -122.819377).  За даними Бюро перепису населення США в 2010 році місто мало площу 5,22 км², з яких 4,96 км² — суходіл та 0,26 км² — водойми.

## Демографія
Згідно з переписом 2010 року, у місті мешкали 2904 особи в 1291 домогосподарстві у складі 819 родин. Густота населення становила 557 осіб/км².  Було 1459 помешкань (280/км²).
Расовий склад населення:
| - 95,5 % — білих - 0,7 % — корінних американців - 0,3 % — чорних або афроамериканців - 0,3 % — азіатів |

До двох чи більше рас належало 2,7 %. Частка іспаномовних становила 4,7 % від усіх жителів.
За віковим діапазоном населення розподілялося таким чином: 16,9 % — особи молодші 18 років, 56,4 % — особи у віці 18—64 років, 26,7 % — особи у віці 65 років та старші. Медіана віку мешканця становила 51,8 року. На 100 осіб жіночої статі у місті припадало 98,4 чоловіків;  на 100 жінок у віці від 18 років та старших — 96,8 чоловіків також старших 18 років.
Середній дохід на одне домашнє господарство  становив 37 666 доларів США (медіана — 31 058), а середній дохід на одну сім'ю — 41 056 доларів (медіана — 32 460). Медіана доходів становила 34 412 долари для чоловіків та 20 759 доларів для жінок. За межею бідності перебувало 23,5 % осіб, у тому числі 19,3 % дітей у віці до 18 років та 11,6 % осіб у віці 65 років та старших.
Цивільне працевлаштоване населення становило 983 особи. Основні галузі зайнятості: освіта, охорона здоров'я та соціальна допомога — 23,3 %, роздрібна торгівля — 17,2 %, сільське господарство, лісництво, риболовля — 15,8 %.